# Ascension-sziget
Ascension (angol név, portugálul: Ascensão, magyarul: Mennybemenetel) az Atlanti-óceánon található sziget 1600 kilométerre Afrika és 2250 kilométerre Brazília partjaitól. Közigazgatásilag a Nagy-Britanniához tartozó Szent Ilona, Ascension és Tristan da Cunha tengerentúli terület része. Szent Ilona tőle 1287 kilométerre délkeletre fekszik. Székhelye a nyugati parton Georgetown. Nevét arról kapta, hogy 1501-ben Jézus mennybemenetelének ünnepén (abban az évben május 21-ére esett) fedezte fel a hagyomány szerint João da Nova portugál tengerész.

## Földrajz
A sziget egy a Közép-atlanti-hátsághoz tartozó tenger alatti vulkán csúcsa, legmagasabb pontja a Green Montain, 859 m. Nagyjából egymillió éve jött létre. Egyetlen kikötésre alkalmas öble a nyugati parton lévő Clarence Bay.

## Történet
João da Nova portugál utazót tartják a sziget felfedezőjének (1501), de tőle nem maradt fenn jelentés. Amikor 1503-ban Afonso d'Albuquerque portugál navigátor meglátta a szigetet, az aznapi ünnepről nevezte el azt. A száraz és sivár sziget a vadászatot kivéve kevés okot adott az erre járó hajóknak a megállásra. A tengerészek sok tengeri teknőst vadásztak le, főleg nőstényeket, amikor a tojásaikat rakták a parti homokba. A portugálok kecskéket hoztak ide, hogy a későbbi tengerészeknek élelemforrásul szolgáljanak.
1701 februárjában a Roebuck nevű brit hadihajó érkezett William Dampier parancsnoksága alatt, és zátonyra futott a szokásos horgonyzóhelyen, a Clarence-öbölben, a sziget északnyugati részén. Több mint hatvan embernek sikerült túlélnie azt a két hónapot, amíg megérkezett a mentőhajó, mert néhány nappal a hajótörés után mélyen a sziget belsejében bővízű forrást találtak azon a helyen, amit ma Nyaktörő-völgynek (Breakneck Valley) hívnak. A hegyen alacsonyabban van egy kisebb forrás is, ma ennek a neve Dampier's Drip, mert sokan félreértve Dampier leírását összetévesztették a két forrást.
A szigetet ezután szabadtéri börtönként használták, bűnelkövető tengerészek büntetésére. Egyetlen feljegyzett szökési kísérlet történt, egy holland tengerésztiszté, akit szodómiáért 1725 májusában tettek partra a Clarence-öbölben. 1726-ban brit tengerészek megtalálták a holland sátrát, holmiját és naplóját; ő maga valószínűleg szomjan halt szökési kísérlete közben.
Az Ascension-sziget 1815-ben népesült be, amikor brit helyőrséget telepítettek ide, megelőzendő Napóleon Bonaparte szökését az innen délkeletre fekvő Szent Ilonáról. A Brit Királyi Haditengerészet hivatalosan sziklafregattá nyilvánította a szigetet HMS Ascension („Őfelsége Ascension hajója”) néven, „kisebb hadivitorlásnak” besorolva.
Charles Darwin 1836-ban látogatott a szigetre, és botanikus barátjával, Joseph Hookerrel 1850-től növényzetet telepítettek a szigetre a világ minden részéből származó fajtákból. Ennek hatására az addig kihalt, kősivatagos sziget mára már virágzó ökoszisztémának ad otthont. A beavatkozás hatására itt olyan növények élnek egymás mellett, amelyek a természetben egyébként nem találkoznak.
A szigetet helyzete hasznos megállóvá tette a hajók és a hírközlés számára. A királyi haditengerészet élelmiszer-raktárnak használta ezt a „hajót”, különösen amikor egy különítménye a rabszolga-kereskedelem ellen harcolt. 1898-ban az Eastern Telegraph Company (ma a Cable and Wireless része) megépítette a sziget első vízalatti távíró-vezetékét, összekötve az Egyesült Királysággal és Dél-Afrikával. 1922-ben Ascension Szent Ilona tartozéka lett. 1923-ban tengerészgyalogságot telepítettek ide. A szigetet az Eastern Telegraph Company helyi vezetője kormányozta 1964-ig, amikor a brit kormányt adminisztrátort nevezett ki, aki Szent Ilona és Ascension kormányzóját képviseli.
A második világháború alatt az Amerikai Egyesült Államok katonai repülőteret és távközlési állomást épített az Ascension szigeten. A repülőteret a füstös csérek közeli telepe miatt Wideawake (Felriasztó) néven ismerik, ezeket a madarakat ugyanis a helyiek így hívják jellegzetes hangjuk után, amit kora reggel hallatnak.
1982-ben a Falkland-szigeteki háború során fontos szerepet töltött be a sziget és repülőtere, a brit flottakötelék itt vett fel üzemanyagot Falkland felé menet, és brit bombázók többször is innen indultak bevetésre az argentin haderő ellen. A Brit Királyi Légierő azóta is jelen van a szigeten.
A NASA 1967-ben követőállomást épített a szigetre, de ma már nem használják. Az amerikai GPS rendszer egyik monitorállomása is a szigeten működik és fontos szerepet játszik a műholdak pontos megfigyelésében és pályán tartásában.
2009. szeptember 1-én új alkotmányt vezettek be, mely szerint Szent Ilona addigi tartozékából egyenjogú autonóm rész lett a sziget.

## Képek

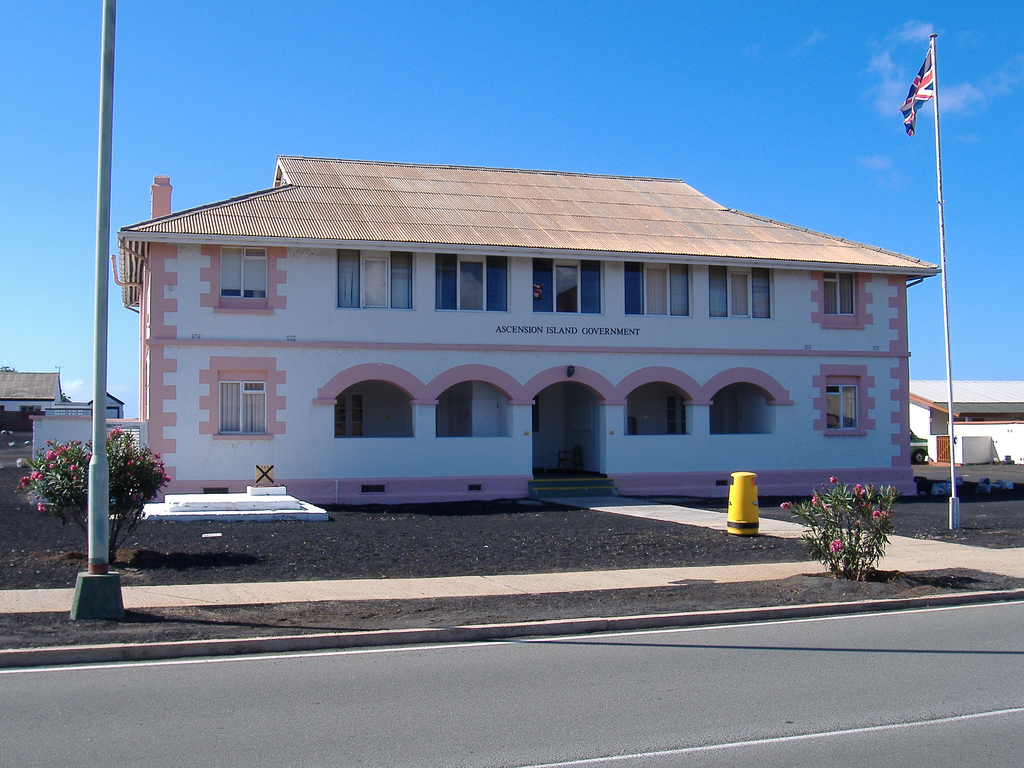
A kormányzó háza
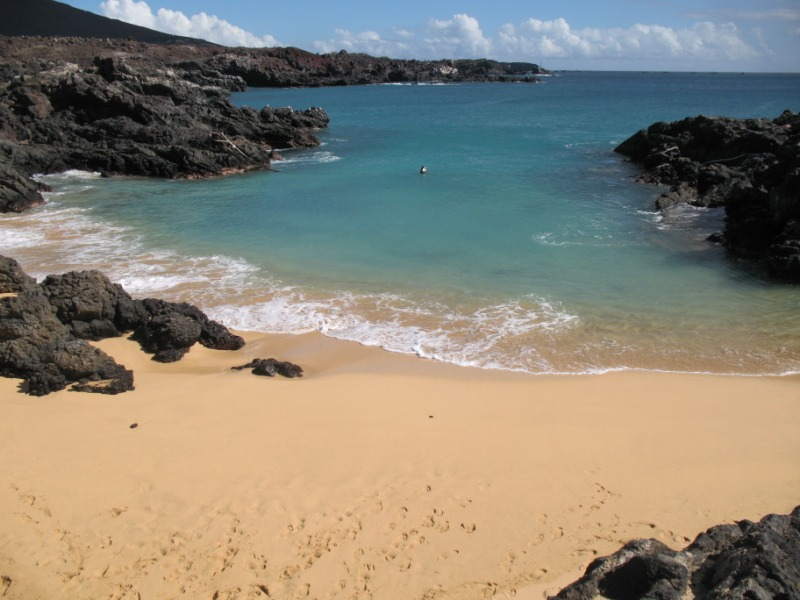
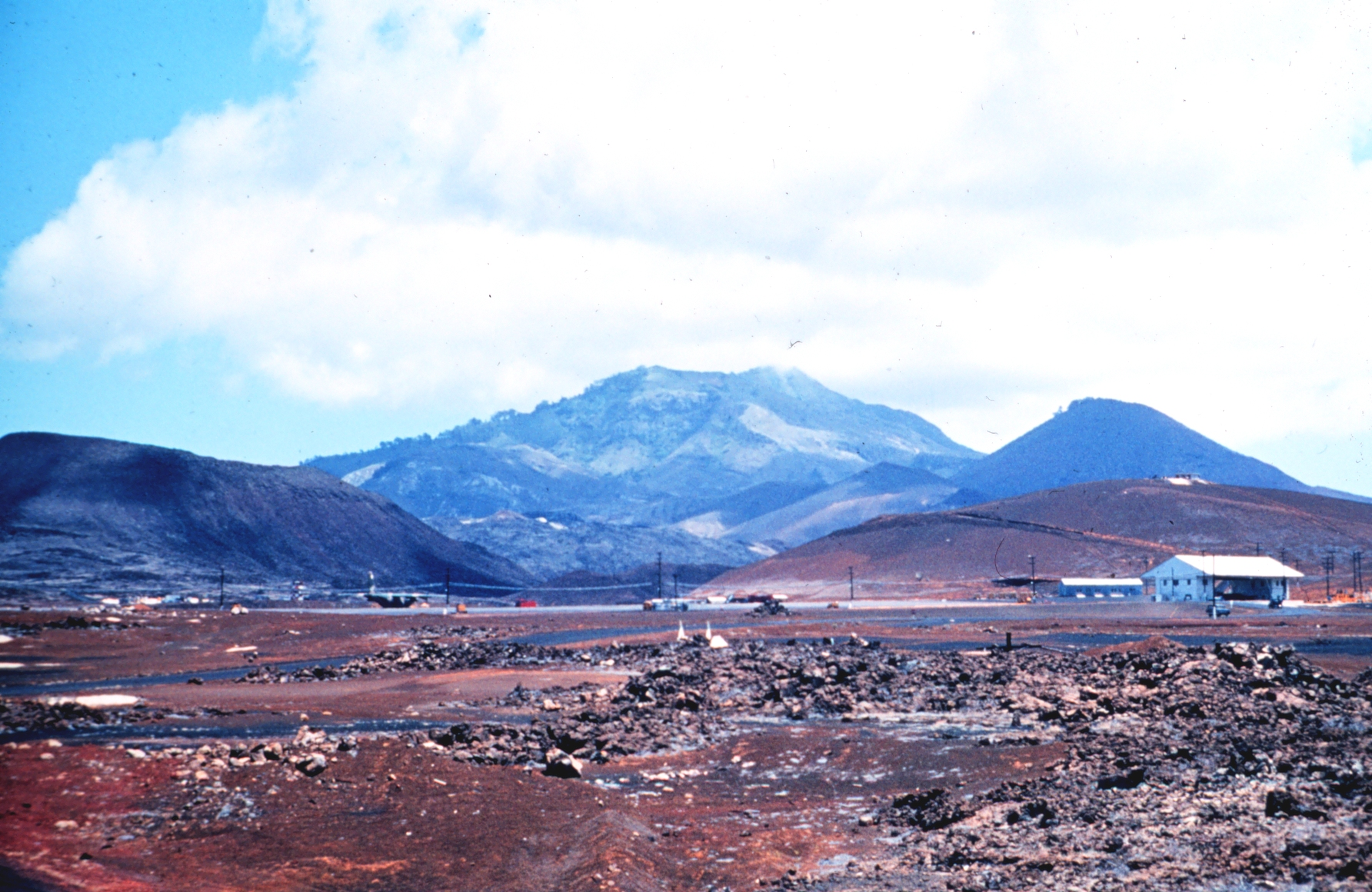
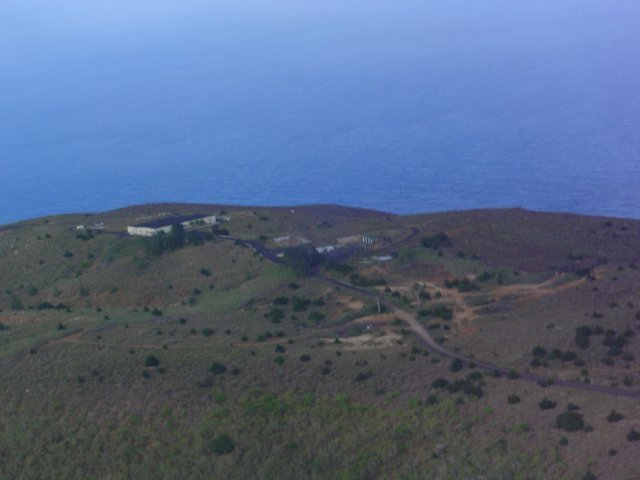
A NASA helyi épülete

## Népesség
Szent Ilona-iak, angolok és amerikaiak alkotják a népességet. A szigetnek nincs eredeti lakossága. Az emberek a katonai bázis és a távközlési állomás kiszolgálásából élnek.

## Közlekedés
Úthálózata ritka. Egyetlen repülőtere és egy kikötője van, a repülőteret az amerikaiak is használják.